# Diecezja żmudzka
Diecezja żmudzka – historyczna diecezja Kościoła rzymskokatolickiego obejmująca swoją jurysdykcją obszar Żmudzi.
4 kwietnia 1926 Pius XI bullą Lituanorum gente zawiesił diecezję żmudzką, a jej kontynuatorką ustanowił archidiecezję kowieńską.

## Historia
- erygowana 24 października 1417 dekretem Litteras sacrosanctae legata papieskiego, Jana Rzeszowskiego.
- zatwierdzona 31 maja 1421 bullą papieża Marcina V (pierwotnie wchodziła w skład metropolii lwowskiej, później podlegała bezpośrednio Stolicy Apostolskiej, od 1427 była sufraganią metropolii gnieźnieńskiej. Siedzibą biskupstwa było miasteczko Wornie (Miedniki), skąd przeniesiono ją ukazem carskim do Kowna w 1864.
- kościołami katedralnymi były katedra św. Piotra i św. Pawła w Worniach (do 1864) i Bazylika archikatedralna Świętych Apostołów Piotra i Pawła w Kownie (1864–1926).
- zniesiona 4 kwietnia 1926 bullą „Lituanorum gente” papieża Piusa XI w związku z utworzeniem arcybiskupstwa w Kownie.

Po sprotestantyzowaniu diecezji kurlandzkiej w latach 1639–1685 biskupi żmudzcy wykonywali jurysdykcję także nad jej terytorium:
- XV wiek – 18 parafii i 1 filię.
- XVI wiek – 47 parafii i 5 filii.
- 1645 – 80 parafii i 11 filii.
- 1755 – 96 parafii i 34 filie.

Biskup żmudzki jako członek senatu I Rzeczypospolitej – senator duchowny zasiadał za biskupem przemyskim, a przed biskupem chełmińskim.

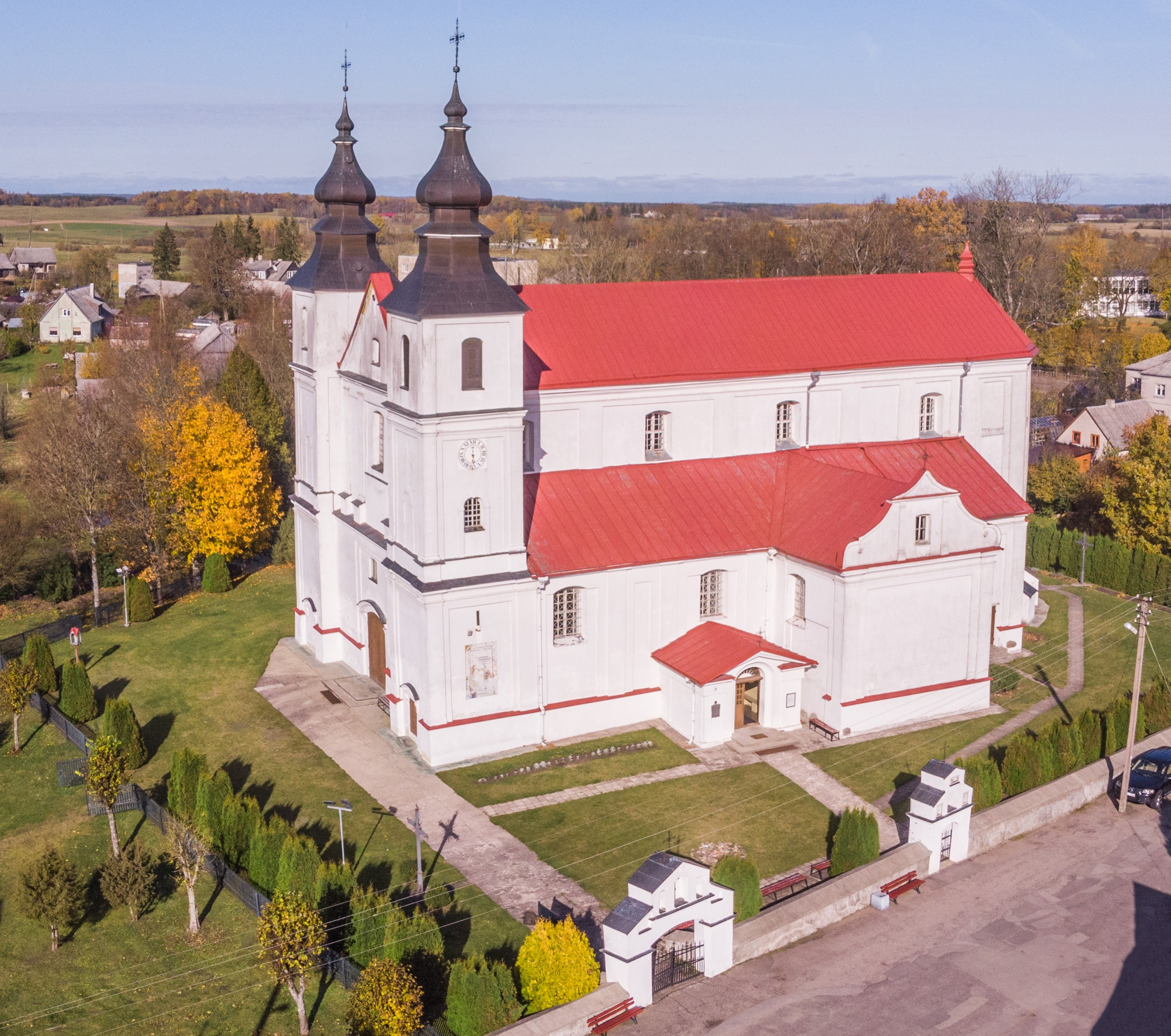
Katedra św. Piotra i Pawła w Worniach